# Abbots Morton
Abbots Morton – wieś w Anglii, w hrabstwie Worcestershire, w dystrykcie Wychavon. Leży 18 km na wschód od miasta Worcester i 148 km na północny zachód od Londynu. Miejscowość liczy 150 mieszkańców.